# 이재욱 (2001년 3월)
이재욱(李在昱, 2001년 3월 9일~)는 대한민국의 축구 선수로, 포지션은 중앙 미드필더, 수비형 미드필더다. 현재 성남 FC 소속이다.